# Dorylomorpha alaskensis
Dorylomorpha alaskensis är en tvåvingeart som beskrevs av David Edward Albrecht 1990. Dorylomorpha alaskensis ingår i släktet Dorylomorpha och familjen ögonflugor.
Artens utbredningsområde är Alaska. Inga underarter finns listade i Catalogue of Life.